# فولفرام فلايشهاور
فولفرام فلايشهاور (بالألمانية: Wolfram Fleischhauer) (ولد في كارلسروهه في 9 يونيو 1961) هو كاتب روائي ألماني.

## حياته
نشأ فولفرام في كارلسروهه وحصل على الشهادة الثانوية عام 1982 من مدرسة فيشته الثانوية. درس علوم الأدب في برلين وفرنسا والولايات المتحدة وإسبانيا. عمل مترجما في المؤتمرات في بروكسل وبرلين, حيث يقيم حاليا مع زوجته وطفليه.

## من رواياته
- الخط الأرجواني 1996
- المرأة ذات اليدين الممطرتين 2001
- ثلاث دقائق مع الواقع 2002
- الكتاب الذي يتلاشى فيه العالم 2003
- مدرسة الكذب 2006

## روابط خارجية
- فولفرام فلايشهاور على موقع ميوزك برينز (الإنجليزية)